# 鲁萍
鲁萍（1920年4月—1990年），男，汉族，山东蓬莱人，中国书法家，曾任中国书法家协会理事，山东省文学艺术界联合会副主席。